# 小行星9535
小行星9535（英語：9535 Plitchenko）是一颗围绕太阳公转的小行星。1981年10月22日，尼古拉·切爾尼赫在纳昂切尼奇发现了此天体。
这颗小行星的绝对星等为299.01751137185等。